# Torre de Escalante
El Torre de Escalante, también llamada Torre de Istán y alquería árabe, son los restos de una torre defensiva situados en el centro de la localidad malagueña de Istán, España. Cuenta con la protección de la Declaración genérica del Decreto de 22 de abril de 1949, y la Ley 16/1985 sobre el Patrimonio Histórico Español.
Se conservan el recinto abovedado, un arco de medio punto y el patio. Su fecha de construcción es desconocida aunque se cree que tiene origen nazarí con alteraciones posteriores, pudiendo ser una de las atalayas que constituyeron la defensa de Marbella por el norte.